# Мелигалас (дим)
Мелигала́с (греч. Δήμος Μελιγαλά) — дим на территории Мессении. Население — 4 040 жителей. Делится на 11 муниципальных районов. Центр и крупнейший город — Мелигалас. Основа экономики — сельское хозяйство.
Развивается экологический туризм.
В состав дима входят следующие муниципальные районы:
- Мелигалас (Δ.δ. Μελιγαλά)
- Антуса (Δ.δ. Ανθούσης)
- Зевголатион (Δ.δ. Ζευγολατείου)
- Калирои (Δ.δ. Καλλιρρόης)
- Магула (Δ.δ. Μαγούλας)
- Мила (Δ.δ. Μίλα)
- Неохориос Итомис (Δ.δ. Νεοχωρίου Ιθώμης)
- Полихни (Δ.δ. Πολίχνης)
- Скала (Δ.δ. Σκάλας)
- Стеникларос (Δ.δ. Στενυκλάρου)
- Цукалейка (Δ.δ. Τσουκαλαιίκων)